# Edward Ling
Edward Ling (n. 7 martie 1983, Taunton, Anglia, Regatul Unit) este un trăgător de tir ce a reprezentat Regatul Unit al Marii Britanii și al Irlandei de Nord, medaliat olimpic. A participat la 3 ediții ale Jocurilor Olimpice (2004, 2012, 2016) în care a câștigat o medalie de bronz.